# Prostemmiulus wellingtoni
Prostemmiulus wellingtoni är en mångfotingart som beskrevs av Jean-Paul Mauriès 1984. Prostemmiulus wellingtoni ingår i släktet Prostemmiulus och familjen Stemmiulidae. Inga underarter finns listade i Catalogue of Life.